# Alicja Grześkowiak

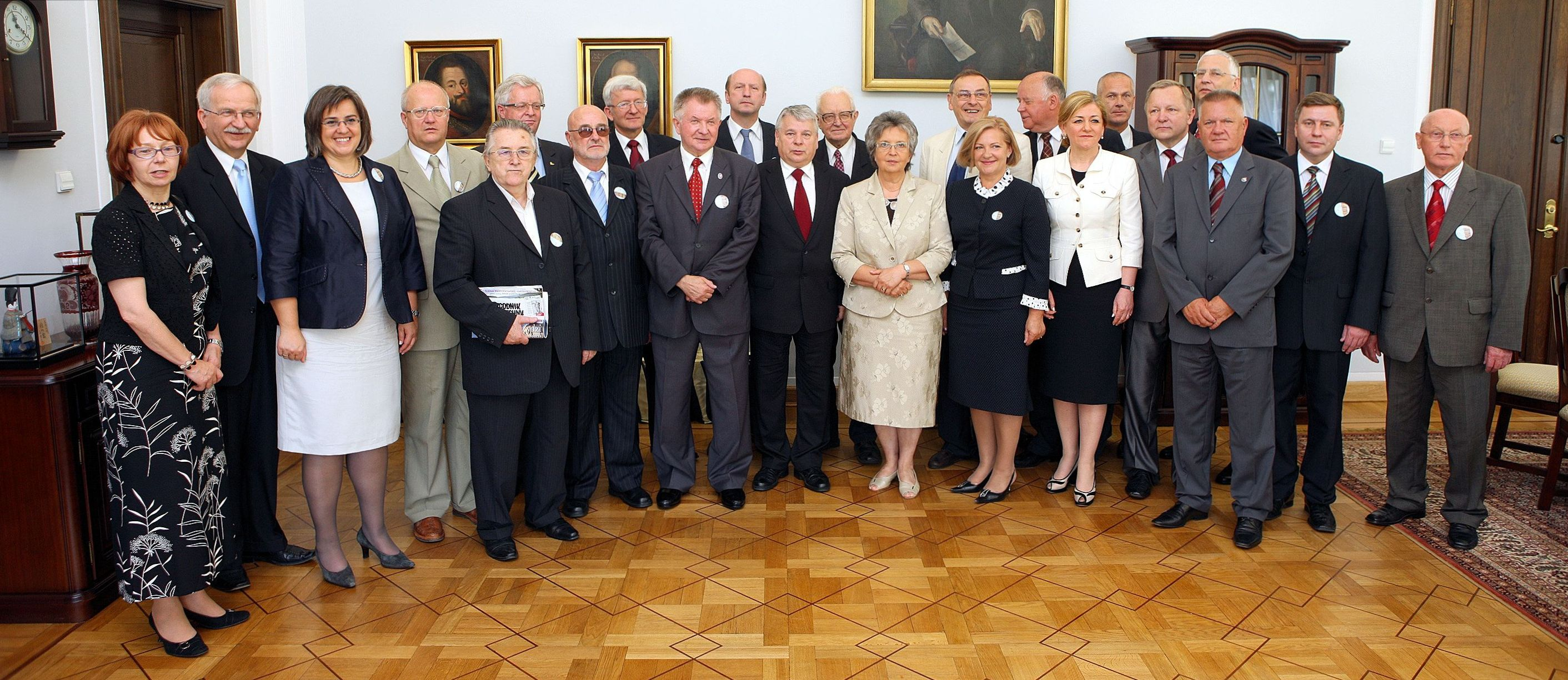
Alicja Grześkowiak (w środku) z uczestnikami obchodów XX-lecia odrodzonego Senatu (2009)

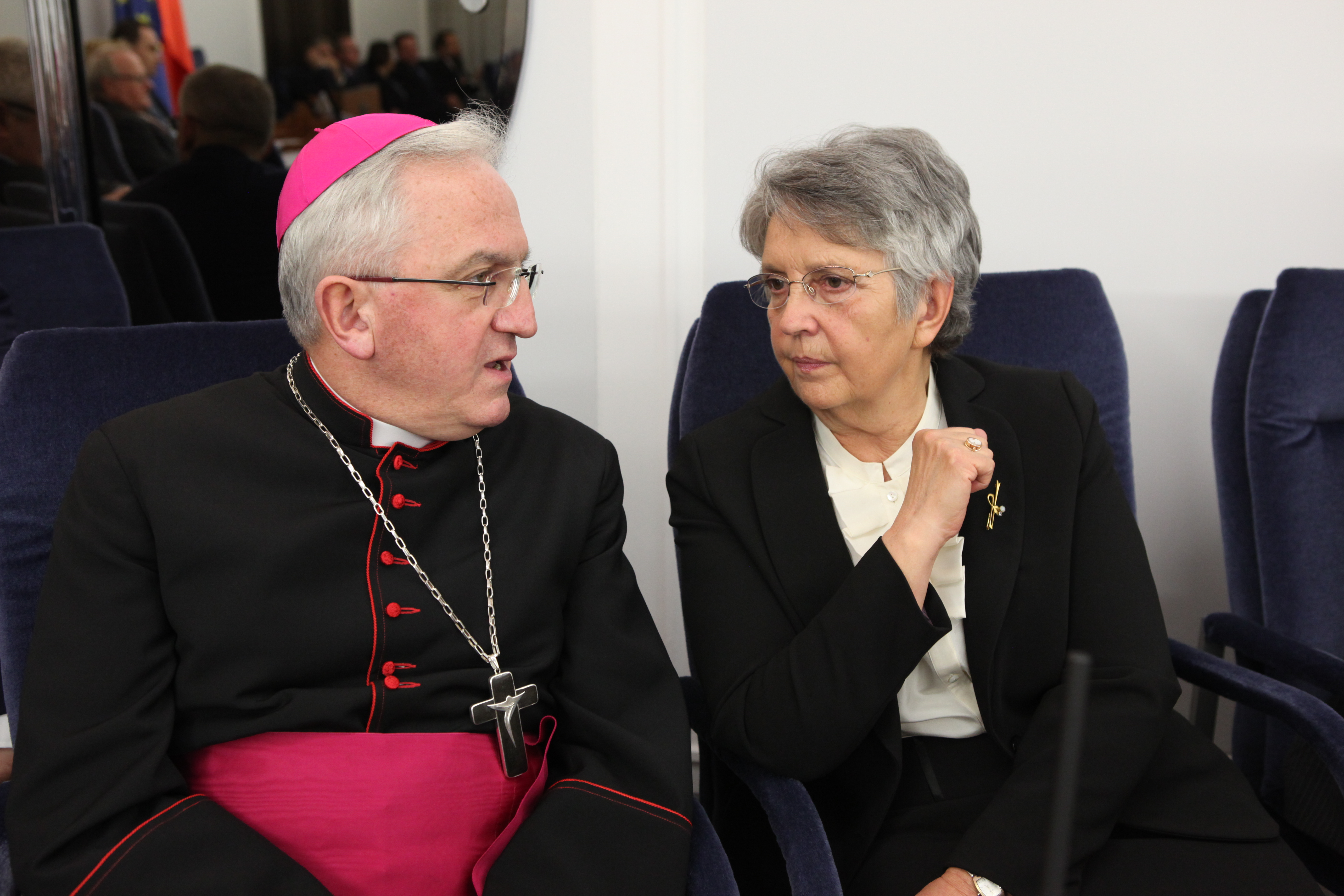
Z nuncjuszem apostolskim w Polsce Celestino Migliore podczas 1. posiedzenia Senatu IX kadencji (2015)

Alicja Grześkowiak z domu Bautro (ur. 10 czerwca 1941 w Świrzu) – polska prawniczka i polityk, adwokat, nauczyciel akademicki, doktor habilitowany nauk prawnych. W latach 1989–2001 senator I, II, III i IV kadencji, w latach 1991–1993 wicemarszałek Senatu II kadencji, w latach 1997–2001 marszałek Senatu IV kadencji.

## Życiorys
Urodziła się jako córka Eugeniusza i Adelajdy Bautro. W 1963 ukończyła studia na Wydziale Prawa Uniwersytetu Mikołaja Kopernika w Toruniu. Stopień naukowy doktora otrzymała w 1971, a stopień doktora habilitowanego uzyskała w 1978. W 1974–1975 odbyła staż na uniwersytecie w Rzymie. Od 1990 zatrudniona na stanowisku profesora na Katolickim Uniwersytecie Lubelskim, była też (od 1991) profesorem na Uniwersytecie Mikołaja Kopernika. Objęła później stanowisko profesora nadzwyczajnego w Kujawsko-Pomorskiej Szkole Wyższej w Bydgoszczy.
W 1969 ukończyła aplikację sędziowską, od 1988 praktykowała jako adwokat.
Pod jej kierunkiem stopień naukowy doktora uzyskali m.in. Krzysztof Wiak (2000) i Filip Ciepły (2008).
Od 1968 do 1985 należała do Stronnictwa Demokratycznego. W 1980 przystąpiła do „Solidarności”. Ponadto w latach 1981–1992 była uczestnikiem prac Centrum Obywatelskich Inicjatyw Ustawodawczych Solidarności. W latach 1989–2001 przez cztery kadencje zasiadała w Senacie, reprezentując województwo toruńskie. W 1989 została w wybrana z listy Komitetu Obywatelskiego, w 1991 z listy POC, w 1993 z ramienia Porozumienia Centrum i w 1997 z rekomendacji Akcji Wyborczej Solidarność. W II kadencji była wicemarszałkiem, w IV kadencji od 21 października 1997 do 18 października 2001 sprawowała funkcję marszałka Senatu (była pierwszą w historii kobietą na tym stanowisku). Od 1989 do 1997 była członkiem delegacji parlamentu polskiego do Zgromadzenia Parlamentarnego Rady Europy (od 1992 jako wiceprzewodnicząca frakcji chadeckiej). Zasiadała w radzie politycznej PC. W 1998 przystąpiła do nowo powstałej partii pod nazwą Ruch Społeczny AWS, w 2001 nie ubiegała się o reelekcję do Senatu i wycofała z życia politycznego.
Jest autorką i redaktorką publikacji naukowych z dziedziny prawa karnego i praw człowieka. Dama Zakonu Rycerskiego Grobu Bożego w Jerozolimie. W 2005 została powołana w skład zarządu Papieskiej Akademii Życia.

## Odznaczenia i wyróżnienia
Ordery i odznaczenia
- 2004 – Krzyż Oficerski Orderu Odrodzenia Polski[5]
- 2016 – Krzyż Wolności i Solidarności[6]
- 2022 – Odznaka Honorowa za Zasługi dla Legislacji[7]
- 2018 – Medal 100-lecia Odzyskania Niepodległości[8]
- 1991 – Pro Ecclesia et Pontifice (Stolica Apostolska)
- 1995 – Medal Pamiątkowy 13 Stycznia (Litwa)[9]
- 1996 – dama Orderu Grobu Świętego
- 1999 – Krzyż Wielki Orderu Korony (Belgia)
- 2001 – Krzyż Wielki Orderu Zasługi Cywilnej (Hiszpania)

Nagrody i wyróżnienia
W 1995 nadano jej tytuł doktora honoris causa Akademii Teologii Katolickiej w Warszawie, a w 1999 tytuł doktora honoris causa Universitatea Liberă Internațională din Moldova w Kiszyniowie oraz Holy Family College w Filadelfii. Otrzymała tytuł honorowego obywatela Stalowej Woli (2001) oraz Torunia (2024).
W 2001 otrzymała Medal Świętego Brata Alberta. Została także laureatką tytułu „Człowiek Roku” przyznawanego przez „Gazetę Polską”.

## Wyniki wyborcze
| Wybory | Komitet wyborczy        | Komitet wyborczy                  | Organ             | Okręg          | Wynik            |
| ------ | ----------------------- | --------------------------------- | ----------------- | -------------- | ---------------- |
| 1989   |                         | Komitet Obywatelski „Solidarność” | Senat I kadencji  | woj. toruńskie | 170 935 (69,37%) |
| 1991   |                         | Porozumienie Obywatelskie Centrum | Senat II kadencji | woj. toruńskie | 60 575 (32,11%)  |
| 1993   | KW Zjednoczenie Polskie | Senat III kadencji                | 58 885 (24,92%)   | woj. toruńskie |                  |
| 1997   |                         | Akcja Wyborcza Solidarność        | Senat IV kadencji | woj. toruńskie | 95 995 (46,11%)  |

## Publikacje
- Kara śmierci w polskim prawie karnym, UMK, Toruń 1978 i 1982.
- Postępowanie w sprawach nieletnich (polskie prawo nieletnich), UMK, Toruń 1978 i 1982.
- Zagadnienia prawnokarnej ochrony dziecka poczętego w pracach Sejmu i Senatu Rzeczypospolitej Polskiej w latach 1990–1991, Ottonianum, Szczecin 1994.
- Ius et lex. Księga jubileuszowa ku czci profesora Adama Strzembosza (red., razem z Antonim Dębińskim i Krzysztofem Wiakiem), KUL, Lublin 2002, ISBN 83-7363-025-2.
- Prawo karne stanu wojennego (red.), KUL, Lublin 2003.
- Prawo karne (red.), C.H. Beck, Warszawa 2007, 2009 i 2011.
- Kodeks karny. Komentarz (red., razem z Krzysztofem Wiakiem), C.H. Beck, Warszawa 2012.